# 小石川七福神
小石川七福神（こいしかわしちふくじん）は、東京都文京区の8寺所に祀られている七福神の巡礼札所。
古くは江戸七福神にも数えられた福聚院の大黒天や、かつて小石川後楽園内に祭られていたといわれる記録を元に東京ドーム内に再び祭られるようになった福禄寿など、ふるくから小石川界隈にで参拝されていた七福神に、男弁財天を加えて8箇所の小石川七福神として平成5年に始まった新しい七福神である。

## 特徴
小石川七福神は特徴をもつ七福神である。
- 七福神と称しているが実際には8福神である
- 8神のうちの弁才天と男弁天はどちらも通常の弁天像ではなく宇賀神像となっている
- 東京ドームの人工庭園内やマンションの敷地内という、寺社ではない場所に祀られているものを2箇所含む

## コース概要
- エリア：東京都文京区
- 巡礼距離：約4km
- 所要時間：約1時間30分
- 期間：1月1日～1月7日／9:00～17:00
- 代表的起終点：茗荷谷駅・水道橋駅・後楽園駅（都営大江戸線 春日駅含む）
- 御朱印など
  - 専用色紙：あり（1000円）
  - 専用色紙への押印：各200円（徳雲寺と東京ドーム〈福禄寿〉は無料）
  - 案内パンフレット（兼 案内地図）：100円
  - 記念スタンプについて
    - 各札所寺院で販売されているパンフレット（上述）に押印欄があるため、そこに押印できる。スタンプ押印のみのスタンプ帳は（有料も含め）提供されていない（2024年1月現在）。2017年頃まで、スタンプ用の色紙の販売が別にあった（有料）。自作のスタンプ帳などを用意・持参し、そこに当印を押印しても可。
    - スタンプ押印：無料（各８か所あり）

  - 朱印帳への御朱印記帳：各500円（書置のみの寺院あり）

## 小石川七福神の一覧
- 深光寺 - 恵比寿
- 徳雲寺 - 男弁財天（男性・老人の顔をもった宇賀神）
- 極楽水（小石川パークタワー敷地内） - 弁財天（若い女性の顔をもった宇賀神）
- 宗慶寺 - 寿老人
- 真珠院 - 布袋
- 福聚院 - 大黒天
- 源覚寺 - 毘沙門天
- 東京ドーム - 福禄寿

## 隣接七福神
- 谷中七福神
- 新宿山ノ手七福神

## 備考
当七福神の真珠院と福聚院の２寺は、小石川伝通院の子院である。

### 御朱印について補足
極楽水（弁財天）の御朱印は、宗慶寺にて行なっている。案内地図も極楽水での提供はない。
　福禄寿の御朱印は、東京ドームインフォメーションセンター前（外）で受けることができる。朱印帳への御朱印（書置きのみ）は、インフォメーションセンター内の係員に申し出る必要がある（有料）。
　朱印帳を持参しても、福聚院以外の寺院では、書き置き御朱印のみの提供となる（2024年１月現在）。